# 大堡子镇 (靖州县)
大堡子镇，是中华人民共和国湖南省怀化市靖州苗族侗族自治县下辖的一个乡镇级行政单位。

## 行政区划
大堡子镇下辖以下地区：
大堡子社区、堡子村、防江村、上河村、梅子村、塘款村、岩湾村、牛场村、同乐村、江冲村、大木村、阳家村、木塘村、黄潭村、岩寨村、苗冲村、三江村和前进村。

## 历史
1994年，大堡子镇设置。

## 地理
大堡子鎮坐落在靖州苗族侗族自治县西北部，西北是贵州省天柱县，东北是会同县，东南是坳上镇，西和西南是贵州省锦屏县，南是三锹乡。
广坪河流经大堡子镇。
最高点是五朶梅，海拔801米。